# Кранмор (Вісконсин)
Кранмор (англ. Cranmoor) — місто (англ. town) в США, в окрузі Вуд штату Вісконсин. Населення — 181 особа (2020).

## Демографія
Згідно з переписом 2010 року, у місті мешкало 168 осіб у 69 домогосподарствах у складі 44 родин. Було 79 помешкань
Расовий склад населення:
| - 89,3 % — білих - 9,5 % — корінних американців |

До двох чи більше рас належало 1,2 %. Частка іспаномовних становила 1,2 % від усіх жителів.
За віковим діапазоном населення розподілялося таким чином: 19,6 % — особи молодші 18 років, 67,9 % — особи у віці 18—64 років, 12,5 % — особи у віці 65 років та старші. Медіана віку мешканця становила 37,5 року. На 100 осіб жіночої статі у місті припадало 104,9 чоловіків;  на 100 жінок у віці від 18 років та старших — 101,5 чоловіків також старших 18 років.
Середній дохід на одне домашнє господарство  становив 129 377 доларів США (медіана — 87 188), а середній дохід на одну сім'ю — 140 643 долари (медіана — 90 625). Медіана доходів становила 53 750 доларів для чоловіків та 40 625 доларів для жінок. За межею бідності перебувало 0,6 % осіб, у тому числі 0,0 % дітей у віці до 18 років та 0,0 % осіб у віці 65 років та старших.
Цивільне працевлаштоване населення становило 91 особа. Основні галузі зайнятості: сільське господарство, лісництво, риболовля — 61,5 %, освіта, охорона здоров'я та соціальна допомога — 16,5 %, транспорт — 5,5 %, мистецтво, розваги та відпочинок — 4,4 %.